# Yoidore tenshi
Yoidore tenshi (Japans: 酔いどれ天使, "Dronken engel") is een Japanse film uit 1948 van Akira Kurosawa.

## Verhaal
De gangster Matsunaga leeft een ruig leven. Hij raakt echter gewond, en bezoekt de aan alcohol verslaafde dokter Sanada. Dokter Sanada heeft aanvankelijk een afkeer van Matsunaga, maar onderzoekt hem toch. Dokter Sanada concludeert dat Matsunaga tuberculose heeft. De twee raken bevriend. Uiteindelijk besluit Matsunaga de misdaad op te geven.

## Rolverdeling
| Acteur             | Personage         |
| ------------------ | ----------------- |
| Takashi Shimura    | Dokter Sanada     |
| Toshiro Mifune     | Matsunaga         |
| Reisaburo Yamamoto | Okada             |
| Michiyo Kogure     | Nanae             |
| Chieko Nakakita    | verpleegster Miyo |
| Eitaro Shindo      | Takahama          |
| Noriko Sengoku     | Gin               |
| Shizuko Kasagi     | zanger            |
| Masao Shimizu      | Oyabun            |
| Yoshiko Kuga       | schoolmeisje      |

## Verwijzingen
- (en)   Drunken Angel in de Internet Movie Database